# پپه ویدانا
پپه ویدانا (انگلیسی: Pepe Vidaña; ۳ دسامبر ۱۹۵۶ – ۲ ژوئیهٔ ۲۰۲۰) بازیکن و مربی فوتبال اهل اسپانیا بود که در پست مدافع میانی بازی می‌کرد.